# Họ Cá nhám thu
Họ Cá nhám thu (danh pháp khoa học: Lamnidae) là một họ bao gồm những loài cá nhám thu được gọi là cá mập trắng. Đây là những loài cá nhám lớn ăn thịt, bơi nhanh, được tìm thấy ở các đại dương trên toàn thế giới. Tên của chúng được ghép từ một từ tiếng Hy Lạp, lamna, nghĩa là "cá săn mồi", và tên của một sinh vật trong thần thoại Hy Lạp, Lamia.
Những loài cá mập này thường có mũi nhọn, thân hình trục và khe mang lớn. Vây lưng thứ nhất lớn, cao, cứng, và góc cạnh hoặc hơi tròn. Vây lưng thứ hai và vây hậu môn nhỏ. Gần vây đuôi có vài vây dọc sườn ít rõ ràng hơn. Răng có kích thước khổng lồ. Lỗ mang thứ năm nằm ở phía trước của vây ngực, đôi khi còn không có lỗ thở. Chúng là nhóm cá mập có thân hình nặng nề săn chắc, đôi khi có thể nặng gần gấp đôi những con cá mập có chiều dài tương đương từ các họ khác. Nhiều loài cá mập trong họ này nằm trong số những loài cá bơi nhanh nhất, tuy nhiên loài nổi tiếng nhất là cá mập trắng lớn thì phần nào chậm hơn do kích thước đồ sộ.

## Phân loại
Họ này gồm năm loài còn tồn tại thuộc ba chi khác nhau, cũng như những loài và những chi đã tuyệt chủng:
- †Carchariolamna Hora, 1939
  - †Carchariolamna heroni Hora, 1939
- Chi Carcharodon Smith, 1838
  - Carcharodon carcharias (Linnaeus, 1758) (cá mập trắng lớn)
  - †Carcharodon caifassii Lawley, 1876
  - †Carcharodon hubbelli Ehret, Macfadden, Jones, Devries, Foster & Salas-Gismondi, 2012
- Chi †Corax Agassiz 1843
- Chi † Cosmopolitodus Glikman, 1964
  - †Cosmopolitodus hastalis Agassiz, 1843 (cá mập mako răng lớn)
- Chi †Carcharomodus
  - †Carcharomodus escheri Agassiz, 1843
- Chi Isurus Rafinesque, 1810
  - Isurus oxyrinchus Rafinesque, 1810 (cá mập mako vây ngắn)
  - Isurus paucus Guitart-Manday, 1966 (cá mập mako vây dài)
  - †Isurus desori Agassiz, 1843
  - †Isurus flandricus Leriche, 1910
  - †Isurus minutus Agassiz, 1843
  - †Isurus nakaminatoensis Saito, 1961
  - †Isurus planus Agassiz, 1856
  - †Isurus praecursor Leriche, 1905
  - †Isurus rameshi Mehrotra, Mishra & Srivastava, 1973
- Chi † Isurolamna Cappetta, 1976
  - †Isurolamna affinis Casier, 1946
  - †Isurolamna bajarunasi Glikman & Zhelezko, 1985
  - †Isurolamna gracilis Le Hon, 1871
  - †Isurolamna inflata Leriche, 1905
- Chi † Karaisurus Kozlov in Zhelezko & Kozlov, 1999
  - †Karaisurus demidkini Kozlov in Zhelezko & Kozlov, 1999
- Chi † Lamiostoma Glikman, 1964
  - †Lamiostoma belyaevi Glikman, 1964
  - †Lamiostoma stolarovi Glikman & Zhelezko in Zhelezko & Kozlov, 1999
- Chi Lamna Cuvier, 1816
  - Lamna ditropis Hubbs & Follett, 1947 (cá mập hồi)
  - Lamna nasus Bonnaterre, 1788 (cá nhám thu)
  - †Lamna attenuata Davis, 1888
  - †Lamna carinata Davis, 1888
  - †Lamna hectori Davis, 1888
  - †Lamna marginalis Davis, 1888
  - †Lamna quinquelateralis Cragin, 1894
  - †Lamna trigeri Coquand, 1860
  - †Lamna trigonata Agassiz, 1843
- Chi † Lethenia Leriche, 1910
  - †Lethenia vandenbroecki Winkler, 1880
- Chi † Macrorhizodus Glikman, 1964
  - †Macrorhizodus americanus Leriche, 1942
  - †Macrorhizodus nolfi Zhelezko, 1999